# Cold War (película)
Cold War (en polaco: Zimna wojna; en español: Guerra fría) es una película polaca de 2018 dirigida por Paweł Pawlikowski. La película se desarrolla en los años cincuenta del siglo XX, durante la Guerra Fría, y cuenta la historia de un director de música (Tomasz Kot) quien descubre a una joven cantante (Joanna Kulig) y sigue la historia de amor entre ambos a lo largo de los años. El filme se basa parcialmente en las vidas de los padres de Pawlikowski.
La película tuvo una buena acogida de crítica y público. Fue la gran triunfadora de la 31.ª edición de los Premios del Cine Europeo que se entregaron en diciembre de 2018, en una gala celebrada en Sevilla, en la que se hizo con el premio a mejor película, al mejor director, guionista y al mejor montaje. La actriz Joanna Kulig, que no acudió a la  entrega, recibió también el premio a mejor actriz. Igualmente participó en el festival de Cannes, donde Paweł Pawlikowski obtuvo el premio a la mejor dirección.

## Sinopsis
En Polonia, después de la Segunda Guerra Mundial, Wiktor e Irena hacen audiciones para un conjunto de música folclórica patrocinado por el Estado. Wiktor se fija en Zula, una joven ambiciosa y cautivadora que finge ser campesina y está en libertad condicional después de atacar a su padre, quien la sometía a abusos. Wiktor e Irena son presionados por los burócratas para incluir propaganda procomunista y proestalinista en las actuaciones. A cambio, se les permimitirá ir de gira por el bloque del Este.

## Reparto
- Joanna Kulig como Zuzanna "Zula" Lichoń.
- Tomasz Kot como Wiktor Warski.
- Borys Szyc como Lech Kaczmarek.
- Agata Kulesza como Irena Bielecka.
- Jeanne Balibar como Juliette.
- Cédric Kahn como Michel.
- Adam Woronowicz como cónsul.
- Adam Ferency como ministro.
- Adam Szyszkowski como el guardia del campo.

## Recepción

### Taquilla
La película recaudó $ 4.6 millones en los Estados Unidos y Canadá, y $ 20.5 millones en otros territorios, para un total mundial de $ 25 millones.

### Crítica
En el sitio web del agregador de reseñas Rotten Tomatoes , la película tiene una calificación de aprobación del 92% basada en 216 reseñas, y una calificación promedio de 8.16 / 10. El consenso crítico del sitio web dice: "Con una estética visual brillantemente cruda para que coincida con su narrativa magra, Cold War no pierde un momento de su breve tiempo de ejecución, y no escatima en su agridulce impacto emocional". Metacritic le da a la película una puntuación promedio ponderada de 90 de 100, basada en 45 críticos, lo que indica "aclamación universal".

### Adaptaciones
En septiembre de 2023, se anunció que Cold War iba a ser adaptado en forma de musical en el Almeida Theatre de Londres. La nueva adaptación del escritor Conor McPherson y el director artístico del Teatro Almeida, Rupert Goold, incluyó música de Elvis Costello, así como canciones populares tradicionales polacas y obras corales.

## Reconocimientos
| Premio                                                | Fecha de la ceremonia                                | Categoría                           | Nominado          | Resultado | Ref(s) |
| ----------------------------------------------------- | ---------------------------------------------------- | ----------------------------------- | ----------------- | --------- | ------ |
| Alianza de Mujeres Periodistas de Cine                | 10 de enero de 2019                                  | Mejor película en idioma no inglés  |                   | Nominada  | [ 9 ]  |
| Asociación de críticos de cine de Bélgica             | 5 de enero de 2019                                   | Gran premio                         |                   | Ganadora  | [ 10 ] |
| British Independent Film Awards                       | 2 de diciembre de 2018                               | Mejor película extranjera           |                   | Nominada  | [ 11 ] |
| Festival de Cannes                                    | 8–19 de mayo de 2018                                 | Mejor director                      | Paweł Pawlikowski | Ganador   | [ 12 ] |
| Chicago Film Critics Association                      | 8 de diciembre de 2018                               | Mejor película de habla no inglesa  |                   | Nominada  | [ 13 ] |
| Chicago Film Critics Association                      | 8 de diciembre de 2018                               | Mejor fotografía                    | Łukasz Żal        | Nominado  | [ 13 ] |
| Premios de la Crítica Cinematográfica                 | 13 de enero de 2019                                  | Mejor película de habla no inglesa  |                   | Nominada  | [ 14 ] |
| Asociación de Críticos de Cine de Dallas-Fort Worth   | 17 de diciembre de 2018                              | Mejor película de habla no inglesa  |                   | Nominada  | [ 15 ] |
| Premios del Cine Europeo                              | 31.er European Film Awards (15 de diciembre de 2018) | Mejor película europea              |                   | Ganadora  | [ 16 ] |
| Premios del Cine Europeo                              | 31.er European Film Awards (15 de diciembre de 2018) | Mejor director                      | Paweł Pawlikowski | Ganador   | [ 16 ] |
| Premios del Cine Europeo                              | 31.er European Film Awards (15 de diciembre de 2018) | Mejor guion                         | Paweł Pawlikowski | Ganador   | [ 16 ] |
| Premios del Cine Europeo                              | 31.er European Film Awards (15 de diciembre de 2018) | Mejor actriz                        | Joanna Kulig      | Ganadora  | [ 16 ] |
| Premios del Cine Europeo                              | 31.er European Film Awards (15 de diciembre de 2018) | Mejor actor                         | Tomasz Kot        | Nominado  | [ 16 ] |
| Premios del Cine Europeo                              | 31.er European Film Awards (15 de diciembre de 2018) | Mejor montaje                       | Jarosław Kamiński | Ganador   | [ 16 ] |
| Florida Film Critics Circle                           | 21 de diciembre de 2018                              | Mejor fotografía                    | Lukasz Zal        | Ganador   | [ 17 ] |
| Premios Goya                                          | XXXIII edición                                       | Mejor película europea              |                   | Ganadora  | [ 18 ] |
| Houston Film Critics Society                          | 3 de enero de 2019                                   | Mejor película en lengua extranjera |                   | Nominada  | [ 19 ] |
| National Board of Review                              | 27 de noviembre de 2018                              | Mejor película de habla no inglesa  |                   | Ganadora  | [ 20 ] |
| Premios Óscar                                         | 91.os Premios Óscar (24 de febrero de 2019)          |                                     |                   |           |        |
| Premios Óscar                                         | 91.os Premios Óscar (24 de febrero de 2019)          | Mejor director                      | Paweł Pawlikowski | Nominado  | [ 21 ] |
| Premios Óscar                                         | 91.os Premios Óscar (24 de febrero de 2019)          | Mejor fotografía                    | Łukasz Żal        | Nominado  | [ 21 ] |
| Premios Óscar                                         | 91.os Premios Óscar (24 de febrero de 2019)          | Mejor película extranjera           |                   | Nominada  | [ 21 ] |
| Premios del Círculo de Críticos de Cine de Nueva York | 29 de noviembre de 2018                              | Mejor película de habla no inglesa  |                   | Ganadora  | [ 22 ] |
| New York Film Critics Online                          | 9 de diciembre de 2018                               | Mejor película de habla no inglesa  |                   | Ganadora  | [ 23 ] |
| San Diego Film Critics Society                        | 10 de diciembre de 2018                              | Mejor película de habla no inglesa  |                   | Nominada  | [ 24 ] |
| San Francisco Film Critics Circle                     | 9 de diciembre de 2018                               | Mejor película de habla no inglesa  |                   | Nominada  | [ 25 ] |
| San Francisco Film Critics Circle                     | 9 de diciembre de 2018                               | Mejor fotografía                    | Łukasz Żal        | Nominado  | [ 25 ] |
| Premios Satellite                                     | 17 de febrero de 2019                                | Mejor película de habla no inglesa  |                   | Nominada  | [ 26 ] |
| Premios Satellite                                     | 17 de febrero de 2019                                | Mejor fotografía                    | Łukasz Żal        | pendiente | [ 27 ] |
| Toronto Film Critics Association                      | 9 de diciembre de 2018                               | Mejor película de habla no inglesa  |                   |           | [ 28 ] |
| Washington D. C. Area Film Critics Association        | 3 de diciembre de 2018                               | Mejor película de habla no inglesa  |                   | Nominada  | [ 29 ] |